# Соколец
 Тази статия е за селото в България.  За крепостта в Северна Македония вижте Соколец (крепост).  За бившето българско село Малък Соколец вижте Горно Ботево.
Соко̀лец е село в Югоизточна България, община Руен, област Бургас.

## Население

### Етнически състав
Преброяване на населението през 2011 г.
Численост и дял на етническите групи според преброяването на населението през 2011 г.:
|                     | Численост |
| Общо                | 599       |
| Българи             | -         |
| Турци               | 597       |
| Цигани              | -         |
| Други               | -         |
| Не се самоопределят | -         |
| Неотговорили        | -         |

## География
Село Соколец се намира на около 18 km на запад-северозапад от общинския център село Руен, около 53 km в същата посока от областния център град Бургас и на около 36 km на север-северозапад от град Карнобат. Разположено е в Източна Стара планина, в източните склонове на Върбишката планина. На 2 – 2,5 km южно от селото тече река Луда Камчия.
През селото минава общинският път, който се отклонява западно от село Билка от третокласния републикански път III-208 (Айтос – Провадия) през село Трънак и след Соколец води на югозапад към село Каравельово. Надморската височина в центъра на Соколец е около 286 m и нараства в южната част на селото към възвишението до около 300 m, на север – до 320 – 330 m и на северозапад – до около 350 m.
Населението на село Соколец има рязък спад в числеността от 718 души към 1934 г. на 573 към 1946 г., нараства постепенно до 807 към 1975 г. (максимум), а през следващите години намалява до 520 души (по текущата демографска статистика за населението) към 2018 г.
При преброяването на населението към 1 февруари 2011 г. от обща численост 599 лица за 597 лица е посочена принадлежност към „турска“ етническа група.

## История
След края на Руско-турската война 1877 – 1878 г., по Берлинския договор селото остава на османската територия Източна Румелия. От 1885 г. – след Съединението, то се намира в България с името Дуган кая. Преименувано е на Соколец през 1934 г.
***
История на създаването според преданията.
Според преданията на старите хора от селото, то е създадено след 1389 г. През 1389 г. войската на султан Мурад I начело с Чандарлъ Али паша (умира през 1406 г.) включват Добруджанското деспотство в границите на Османската държава. Трябва да се отбележи, че Чандарлъ Али паша не трябва да се бърка с великия везир на Мехмед Втори - Чандарлъ Халил паша, който е екзекутриан през 1453 г. след падането на Контантинопол. 
На връщане към Одрин османските войници са имали възможността да разглеждат по-подробно околностите. Те забелязват планинската местност, близка до главния път, оградена с върбови дървета, реки и извори, където днеска има чешми. След пристигането си в Одрин разказват с възхищение за красивата природа на местността. Турски селяни от одринските села решават да видят описаната местност, тъй като те изработвали и продавали дикани от върба. Пристигнали са в местността и започнали да произвеждат дикани и да ги продадат в Одрин. След години няколко семейства решили да се настанят там и да изработват продуктите, а другите няколко семейства да влизат в ролята на търговци и да продължават да ги продават в града. Така се създава селището със статут мезра (османско село с малобройно население) и с годините постепенно се укрепва и расте около днешната джамия. Нарекли го „Düvenkaya“ (от düven – диканя, а kaya – скала). С времето започнало да се произнася „Дуган Кая“, което е било официалното име на селото до 1934 година, когато по решение на правителството след деветнадесетомайския преврат е заменено с българското Соколец.
***
Историята на селото според османските архиви.
Горната история за създаването на селото е направена въз основа на слуховете, разпространени от определени жители на селото, но тъй като историята като наука трябва да се основава върху писмени документо е хубаво да погледнем каква информация ни дават османските архиви. Защото писаните архиви имат обективно по-голяма доказателствена и научна тежест, отколкото субвктивните слухове, които се разпространяват и които могат да бъдат целенасочено манипулирани. Османските архиви са известни с това, че са уникални по отношение на бюрократичната подробност и количественото богатство, всяко селище задължително се записва в регистрите, понякога даже отделни имена на жителите. Според османските регистри с. Соколец административно е подчинено на казата Айтос, която е част от Силистренския санджак на империята.
Османските архиви ни показват черно на бяло писмени документи относно селата и градовете от Силистренския санджак. За първи път подобни писмени източници, където са регистрирани  селата от каза Айтос имаме от 1530 г. (937 г. според ислямското летоброене по Хиджра). Документът със заглавие "Muhasebe-i vilayet-i Rum ili" (вижте в министър-председателският архив в Република Турция -  Basbakanlik devlet arsivleri - 370 nolu muhasebe-i vilayet-i rumeli) е съставен от османската държавна администрация с цел притежаване на информация относно селищата, която да бъде в полза при данъчното облагане на румелийските села и градове. 
За съжаление с. Соколец и другите села  в околността (с. Трънак, с. Билка, с. Добромир, с. Струя, с. Каравельово, с. Планиница и т.н.) не фигурират в османския документ от тази година, което означава, че през 1530 г. с. Соколец, с. Трънак, с. Билка, с. Добромир, с. Струя, с. Каравельово, с. Планиница и т. н.  все още не съществуват. Селата от околността, които са регистрирани в документа са - Ичме дереси (дн. с. Заимчево), Надър  дереси (дн. с. Преображенци), Ченге (дн. с. Аспарухово, Ченге - идва от турски език "дженк йери" - местност, където войските на Чандарлъ Али паша са водили война), като Аспарухово е село, където живеят българи - дервентджии. Дервентджиите са рая със специален статут, които са помилвани от някои данъци, срещу задължението да пазят планинските проходи (в случая този в източна Стара планина). Споменати са доста села от Бургаска област - Чим Халил (дн. с. Мъглен), Кьопекли (дн. с. Пещерско), Къзълджък (дн. с. Дрянковец), Терджуман (дн. с. Изворище), Кадъ кьой (дн. с. Съдиево) и т.н.
Според османския документ може да се заключи, че народното предание относно годината за създаването на селото не получава подкрепа от османските архиви и не може да се приеме като достоверен исторически факт. Въз основа на гореспоменатия документ с. Соколец през 1530 г., при управлението на султан Сюлейман Великолепни и великия му везир Паргалъ Ибрахим паша, все още не съществува. Най-вероятно селото е създадено по-късно към XVII век, но за да се фиксира приблизително точна и научно подкрепена дата трябва да се разглеждат османските дефтери с данъчна регистрация от XVII - XVIII век, където ясно трябва да се види, че името на селото е споменато.
Друг важен османски документ за тази местност е от края на същия век - Вакъфския дефтер на Силистренския санджак от 1597-1598 г. (1006 г. по хиджра) - Hicri 1006 tarihli Silistre livasi vakif defteri (no. 561). Този докуент днес се съхранява в архивите на гр. Коня. Според този документ вече към края на XVI век в областта съществуват следните села - Пиридже (дн. с. Партизани), Саръкованлък (дн. с. Медовец), Марафта (дн. с. Съединение ), Киремитлик (дн. с. Люляково) и Челеби (дн. с. Сини рид). За съжаление имената на с. Соколец, с. Трънак, с. Каравельово, с. Билка все още не фигурират в османските документи, което означава, че през 1597-98 все още не съществуват. 
***
Местността около с. Соколец е със стратегическо значение, поради което в тази местност още от късната античност могат да бъдат забелязани военни укрепления, с цел да пазят източните проходи на Стара планина. Около селото са съществували множество военни укрепления, но днес те не могат да бъдат видени или използвани с туристическа цел, тъй като през годините селяните са използвали камъните на крепостите като строителен материал. 
Подобно укрепление е крепостта "Калето" на изток от Соколец и на север от Трънак - върху скалисто плато.  В крепостта "Калето" се открива керамика от края на IV в. и V-VII в. В южна посока от крепостта има стар път през река Луда Камчия за крепостта край с. Снягово.  Този стар път се използва до късно, включително и след Освобождението. През този стар път е минал и френският пътепис д-р Ами Буе (Dr. Ami Boue), който описва маршрута от Шумла (Шумен) до Константинопол (Истанбул) през Айдос (Айтос) в книгата си "Сборник с маршрути от Европейска Турция" ("Recuel d’itineraires dans la Turquie d’Europe") /1836 г., 1837 г. и 1838 г./. В този маршрут френският пътепис Ами Буе споменава подробности за пътя от гр. Шумен през с. Лопушна, с. Трънак, с. Дъскотна и така до Истанбул.
Друго укрепление е съществувало между Соколец и Поляците, където има водопад "Су учлук" - място, където "водата лети". Преградието "Су учлук" е построено през ранния период на Византийската империя.
***
Пак според преданията, по едно време в селото е дошла е болстта чума (най-вероятно през средата на XIX век.), поради което са загинали много хора. Тази болест селяните са я нарекли "къран" - онова, което троши всичко живо. Била е съставена комисия в селото, която всяка сутрин е наблюдавала комините на къщите и от който комин не излизал дим се е разбирало, че в дома има жертва. До ден днешен се предава следната трагична случка, според която една сутрин са открили, че в един дом са загинали всички членове на семейството от чума, освен едно малко детенце, което е смучело мляко от едно куче.  
***
С. Соколец по време на Първата световна война (1914-1918)
По време на Първата светоена война (1914-1918) жители на с. Соколец и от съседните села са участвали  в българската войска като част от Сливенския пехотен полк. Списък с имената на загиналите войници по време на войната:
- От с. Соколец:

- от с. Соколец - Ахмед Ахмедолу - умира на 04. 09. 1916, най-вероятно на връх Каймакчалан по време на битката срещу Сърбия.
- от с. Соколец - Ибриам Мехмедов Чакъров - умира на връх Каймакчалан, най-вероятно през месец септември 1916 г. по време на битката срещу Сърбия.
- от с. Соколец - Мехмед Яхоолу - умира на 14. 09. 1916 г. на вр. Каймакчалан по време на битката срещу Сърбия.
- от с. Соколец - Мехмед Алиев Каракадир - умира на 04. 10. 1916 г. на вр. Каймакчалан.
- От с. Трънак:
- от с. Трънак -  Исмаил Мустафов Османов - умира на 30. 09. 1916 г. на вр. Каймакчалан.
- от с. Трънак -  Мехмед Алиев Мехмедов - умира на  30. 09. 1916 г. на вр. Каймакчалан.
- от с. Трънак - Юнус Мехмедов Хамзов - умира на 21. 04. 1915 г. на вр. Каймакчалан.
- от с. Трънак - Юмер Алиев Алиев - умира на 18. 09. 1916 г. на вр. Каймакчалан.
- От с. Каравельово:
- от с. Каравельово - Хасан Мустафов - умира на 18. 09. 1916 г. на вр. Каймакчалан.
- от с. Каравельово - Халил Мустафов Караоулов - умира на 18. 09. 1916 на вр. Пиперка.
- От с. Струя:

- от с. Струя - Хакъ Салиев Сюлейманов - умира на 17. 11. 1916 г. в Рожден.
- От с. Рупча:

- от с. Рупча - Али Алиев Хасанов - умира на 19. 09. 1916 г. на връх Борис.
- от с. Рупча - Али Сюлейманов Алиев - умира на 19. 09. 1916 г. на вр. Пиперка

***
През годините след Освобождението много от селяните периодично са мигрирали в Турция. Например селяните, преселили се в Турция през 30-те години на ХХ в. са основали ново село в Турция - Kancalar (Karasu, Sakarya).
***
Образование
Първоначалното училище на селото се е намирало на двора на джамията и е била съставена от две стаи - една за момчета, втора за момичета. Учениците са седели върху овчи кожи, поставени на земята и за учител им е бил ходжата на селото. Учениците тогава не са пишели, носели само по една дъска на която ходжата е изписвал арабската азбука, след което започвало изучаването на азбуката и на основните молитви, които се използват по време на ежедневното богослужение. При идването на училище учениците са били длъжни да носят по едно дърво за огрев. На учениците се е преподавало основна аритметика и общи знания по ислямската религия.
През 1928 Халил ефенди дава писалки на учениците, както и нарежда на местния майстор Али Исмаил да направи дълги чинове, като на един чин са седели четирима ученици. Анекдотично се предава следната случка - тъй като майсторът Али Исмаил до този момент не е виждал чинове, по описанието на поръчката се е зачудил за какво са тези дървени кокошарници на училището, като по-късно е разбрал, че всъщност те са предназначени за сядане на учениците.
През 1934 година хората от селото построяват ново училище, което през социалистическия период носи името "Илия Блъсков". Най-новото училище "Реджеб Кюпчю" е построено през 1999 г.
През 2007 г. началното училище „Реджеб Кюпчю“ в село Соколец е закрито, а документацията му се съхранява в основното училище „Димитър Полянов“ в село Трънак.

## Религии
В село Соколец се изповядва ислям.

## Обществени институции
Село Соколец към 2020 г. е център на кметство Соколец.В село Соколец към 2020 г. има:
- Действащо читалище „Кирил и Методий 1965 г.“, притежаваща библиотека.[19]
- През 1908 е построена и новата джамия в селото, най-вероятно на мястото на по-стара дървена джамия, която и до ден днешен е постоянно действаща джамия.[20]

## Културни и природни забележителности
Връх Сиври баир